# Варшава-Западная
Варшава-Западная (пол. Warszawa Zachodnia, Варшава Захо́дня) — пассажирская железнодорожная станция, расположенная в Варшаве в районе Воля. Имеет 8 платформ и 16 путей. Относится по классификации к категории C, т.е. обслуживает от 300 тысяч до 1 миллиона пассажиров ежегодно.
Станция была построена в 1934 году в результате реконструкции Варшавского железнодорожного узла.
Станция Варшава Воля, построенная в 1980-х в 250 м от станции Варшава-Западная, 20 мая 2012 года была присоединена к станции Варшава-Западная и стала называться Варшава-Западная 8 платформа. 8 платформа является конечной для поездов из Дзялдово, Насельск, Цеханув.